# Mulpani (Katmandu)
Mulpani (nep. मुलपानी) – gaun wikas samiti w środkowej części Nepalu w strefie Bagmati w dystrykcie Katmandu. Według nepalskiego spisu powszechnego z 2001 roku liczył on 1148 gospodarstw domowych i 5880 mieszkańców (2961 kobiet i 2919 mężczyzn).